# Vassili Safonov
Pour les articles homonymes, voir Safonov.
Vassili Ilitch Safonov (en russe : Василий Ильич Сафонов) est un pianiste et chef d'orchestre russe né le 6 février 1852 à la stanitsa Ichtcherskaïa (oblast de Tersk) et mort le 27 février 1918 à Kislovodsk.

## Biographie
Safonov naît dans la famille d’un général cosaque qui s'installe à Saint-Pétersbourg en 1862. Le jeune Safonov entre au lycée impérial Alexandre et commence ses études de piano avec Teodor Leszetycki. En 1872, il termine le lycée et entre dans la fonction publique, mais la quitte à la fin des années 1870 pour étudier au Conservatoire de Saint-Pétersbourg. Ses professeurs sont Nikolaï Zaremba (théorie de la musique) et Louis Brassin (piano). En 1880, Safonov termine le conservatoire avec une médaille d’or et débute comme pianiste dans un concert de la Société musicale russe. Il se présente souvent avec grand succès comme musicien de chambre avec le violoniste Leopold Auer et violoncelliste Karl Davidov.
En 1885, sur proposition de Tchaïkovsky, Safonov devient professeur de piano au Conservatoire de Moscou. Il gagne assez vite une bonne réputation et en 1889 il est nommé directeur du conservatoire. Depuis ce poste, Safonov fait obtenir au conservatoire un meilleur financement qui permet de reconstruire le bâtiment et ouvrir la Grande salle du conservatoire en 1901. Constamment orienté vers les buts choisis, Safonov possède un caractère despotique et est souvent en conflit avec les autres professeurs, y compris Tchaïkovski et Sergueï Taneïev. Conservateur par ses vues, Safonov démissionne après la Révolution russe de 1905.
Dans les années 1890-1900 Safonov se présente souvent comme chef d’orchestre, organise des concerts publics à Moscou. Nikolaï Rimski-Korsakov l’apprécie beaucoup et Alexandre Glazounov a surnommé Safonov « le meilleur chef d’orchestre de notre temps ». De 1906 à 1909 Safonov est chef principal de l'Orchestre philharmonique de New York. À son retour en Russie, Safonov continue sa carrière de concertiste et musicien de chambre. Il meurt à Kislovodsk, où la Philharmonie porte aujourd’hui son nom.
Parmi les élèves de Safonov, il faut noter Alexandre Scriabine, Alexandre Goedicke, Sergueï Vassilenko, Nikolaï Medtner, Josef Lhévinne, Rosina Lhévinne, Frederic Lamond et d’autres pianistes célèbres.
Vassili Safonov est sans doute le premier chef professionnel à diriger sans baguette.

## Notes et références

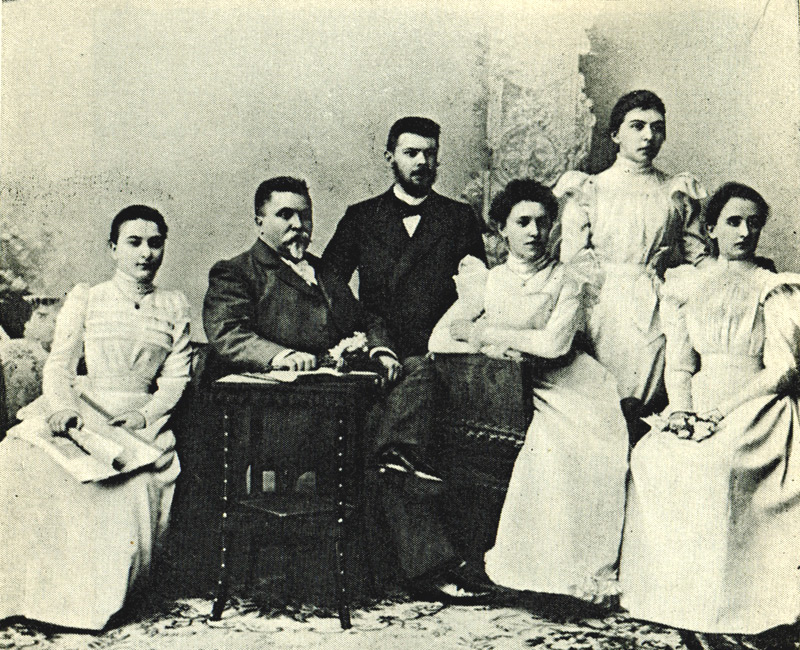
Vassili Safonov avec ses élèves du Conservatoire de Moscou, de gauche à droite : Rosina Lhévinne, Alexander Goedicke, Elena Beckman-Schcherbina, Olimpiada Kartasheva and Aglaida Fridman.